# Pascal Caucheteux

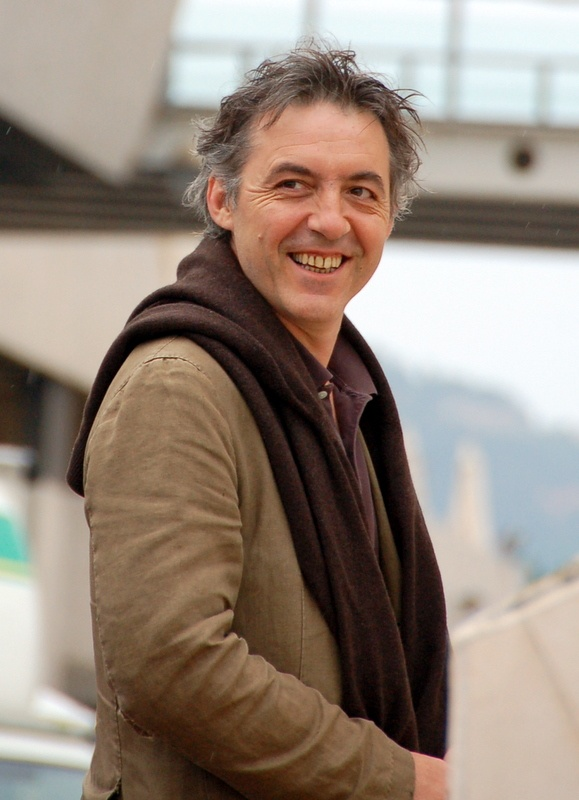
Pascal Caucheteux (2008)

Pascal Caucheteux (* 1961 in Frankreich) ist ein französischer Filmproduzent.

## Leben
Pascal Caucheteux gründete 1990 gemeinsam mit Grégoire Solat die Produktionsfirma Why Not Productions. Mit ihr produzieren sie hauptsächlich Independent-Filme und bieten damit Regisseuren des Autorenfilms eine Finanzierung. Caucheteux lässt den Filmemachern dabei größtmögliche Freiheiten und übernimmt mitunter die finanziellen Risiken.
Für seine Arbeit erhielt Caucheteux dreimal die Étoile d’Or (2006, 2010 und 2011) sowie zweimal den „Prix Daniel Toscan du Plantier“ (2009, 2010) in der Kategorie Produzent. Die mit Why Not Productions produzierten Filme erhielten mehrere Einladungen auf A-Filmfestivals und wurden mehrfach ausgezeichnet, zuletzt bei den Internationalen Filmfestspielen von Cannes 2015 mit der Goldenen Palme für Dämonen und Wunder (Dheepan).

## Filmografie (Auswahl)
- 1992: Alles Kino (In the Soup)
- 1992: Die Wache (La sentinelle)
- 1993: Wenn Liebe entflammt (La naissance de l’amour)
- 1995: Die Sache mit den Frauen (The Pompatus of Love)
- 1995: Vergiß nicht, daß du sterben mußt (N’oublie pas que tu vas mourir)
- 1996: Ich und meine Liebe (Comment je me suis disputé … (ma vie sexuelle))
- 1997: Brennender Asphalt (Ma 6-T va crack-er)
- 1997: Es wird aufgegessen (Mange ta soupe)
- 1997: Nowhere – Eine Reise am Abgrund (Nowhere)
- 1998: Gott allein sieht mich (Dieu seul me voit (Versailles-Chantiers))
- 1999: Stumme Schreie (Peau d’homme cœur de bête)
- 2000: Die Frau des Chefs (Selon Matthieu)
- 2003: Das Geheimnis des gelben Zimmers (Le mystère de la chambre jaune)
- 2003: Leo in Männergesellschaft (En jouant ‚Dans la compagnie des hommes‘)
- 2004: Das Leben ist seltsam (Rois et Reine)
- 2005: Das Ende – Assault on Precinct 13 (Assault on Precinct 13)
- 2005: Das Parfüm der Dame in Schwarz (Le parfum de la dame en noir)
- 2005: Der wilde Schlag meines Herzens (De battre mon cœur s’est arrêté)
- 2005: Eine fatale Entscheidung (Le petit lieutenant)
- 2005: Kalte Duschen (Douches froides)
- 2008: Der Dorflehrer (Venkovský učitel)
- 2009: Ein Prophet (Un prophète)
- 2009: Staten Island
- 2010: Kaboom
- 2010: Quartett D’Amour – Liebe, wen du willst (Happy Few)
- 2010: Von Menschen und Göttern (Des hommes et des dieux)
- 2011: Die Liebenden – von der Last, glücklich zu sein (Les bien-aimés)
- 2012: Der Geschmack von Rost und Knochen (De rouille et d’os)
- 2013: Jimmy P. – Psychotherapie eines Indianers (Jimmy P. (Psychotherapy of a Plains Indian))
- 2014: White Bird
- 2014: La rançon de la gloire
- 2015: Trois souvenirs de ma jeunesse
- 2015: Dämonen und Wunder (Dheepan)
- 2016: Blood Father
- 2016: Jackie: Die First Lady (Jackie)
- 2018: The Sisters Brothers (Les frères Sisters)
- 2018: Ein treuer Mann (L’homme fidèle)
- 2019: Im Schatten von Roubaix (Roubaix, une lumière)
- 2019: Dann schlaf auch du (Chanson douce)
- 2020: DNA (ADN)
- 2021: Tromperie
- 2023: Jeanne du Barry
- 2024: Emilia Pérez